# إليزابيث أميليا غلوستر
إليزابيث أ. غلوستر (1817 - 9 أغسطس 1883) هي فاعلة خير وسيّدة أعمال وفي حياتها كانت واحدة من أغنى النساء السود في أمريكا إلى أن توفَّت، وكانت من الداعمين لعمليّة (قطار الأنفاق).
ولدت عام 1817 في ريتشموند بولاية فيرجينيا باسم إليزابيث أميليا باركهيل لأمّ محررة. لا يُعرف الكثير عن والدها، لكن سجلات التعداد ذكرت أنها كانت «مولاتو» (مختلطة العِرق)، مما يعني أنه ربما كان لها أب أبيض. والدتها توفّيت وهي صغيرة، وذهبت لتعيش مع القس جون غلوستر الأب وتزوّجت من ابنه الأصغر، جيمس غلوستر في عام 1838.
أدارت إليزابيث 15 منزلاً داخليًا في نيويورك وعاشت في بروكلين منذ عام 1855.
أسس زوجها جيمس كنيسة سلوام المشيخيّة وساعدته في دفع تكاليف بناء الكنيسة. استضافت غلوستر جون براون الذي كان ثائراً في سبيل إلغاء العبودية وساهمت في دعم قضيّته. قامت بشراء نادي هاميلتون وحولته إلى منزل داخلي راقي يسمى بيت ريمسن واستضافت فيه فريدريك دوغلاس وجون براون والعديد من الأشخاص الآخرين المناهضين للرقّ وعقدت اجتماعات لجمعية أصدقاء فريدمان ومعرض الاتحاد الوطني للسيدات وجمعية جنود الاتحاد.
من خلال الكنيسة التي أسّسوها، أظهرعائلة غلوستر دعمهم لإلغاء الرق، باستضافة جون براون والعمل على كونهم محطّة وجزء من عمليّة قطار الأنفاق لتهريب المستعبدين. وكانوا أيضا يتولون مهام السكك الحديدية تحت الأرض.
غلوستر وبينما كانت تعيش في ويكسفيل بروكلين التي تأسست بعام 1866 ؛ قامت بقيادة الجُهود لجمع الأموال من أجل بناء ملجأ للأيتام السُود.

في 9 أغسطس 1883 توفّيت إليزابيث أ. غلوستر على إثرِ التهاب رئويّ.
تركَت حينَ وفاتها ممتلكات تساوي حوالي 300 ألف دولار تعادل اليوم 7 ملايين دولار، وتركَت خلفها ستة أطفال: إيما وستيفن وإليزابيث وإيلواز وتشارلز وأديلايد.
في نعيها، كتَبتصحيفة نسر بروكلين: «هي غَدَت معروفة لكلّ شخص في بروكلين ونيويورك وكل الولاية، بل الحقيقة أنها عُرفت في جميع الأنحاء كجزء عظيم من هذه البلاد».
ذكرت جميع الصحف أنها كانت «المرأة الملوّنة الاستثنائيّة».
دفنت في بروكلين، نيويورك في مقبرة جرين وود.